# Sibuco
Sibuco è una municipalità di seconda classe delle Filippine, situata nella Provincia di Zamboanga del Norte, nella regione della Penisola di Zamboanga.
Sibuco è formata da 28 baranggay:
- Anongan
- Basak
- Bongalao
- Cabbunan
- Cawit-cawit
- Culaguan
- Cusipan
- Dinulan
- Jatian
- Kamarangan
- Lakiki
- Lambagoan
- Limpapa
- Lingayon

- Lintangan
- Litawan
- Lunday
- Malayal
- Mantivo
- Nala (Pob.)
- Panganuran
- Pangian
- Paniran
- Pasilnahut
- Poblacion
- Puliran
- Santo Niño (Culabog)
- Tangarak